# Degache
Degache (arabe : دڨاش) est une ville tunisienne située à une dizaine de kilomètres au nord de Tozeur, dans la région du Jérid, au sud-ouest du pays.
Rattachée au gouvernorat de Tozeur, elle constitue une municipalité comptant 7 893 habitants en 2014 et est le chef-lieu d'une délégation portant son nom.
La ville est née d'une oasis exploitée dès l'époque romaine. L'ancienne cité de Thagis est située à quelques kilomètres au lieu-dit « El Kriz ». L'économie de la ville est dominée par l'exploitation d'une riche palmeraie produisant les dattes deglet nour. Un centre de recherches phœnicicoles y est implanté. 
La ville est de plus en plus incluse dans les circuits touristiques sahariens du Sud tunisien.